# Betty (série télévisée)
Pour les articles homonymes, voir Betty.
Skate Kitchen
Betty est une série télévisée américaine en douze épisodes d'environ 29 minutes créée par Crystal Moselle, diffusée entre le 1er mai 2020 et le 16 juillet 2021 sur HBO,. La série est un spin-off du film Skate Kitchen (2018) et comprend la plupart des acteurs de la distribution originale.
La série se concentre sur les efforts du groupe pour se démarquer dans le monde du skateboard à prédominance masculine de New York
En France, la série a été diffusée sur OCS.

## Synopsis
Un groupe de jeunes femmes évoluent dans le monde du skateboard.

## Distribution

### Acteurs principaux
- Dede Lovelace (en) (VF : Aurélie Konaté) : Janay
- Kabrina Adams (en) (VF : Amélia Ewu) : Honeybear
- Nina Moran (VF : Camille Donda) : Kirt
- Ajani Russell (en) (VF : Diane Kristanek) : Indigo
- Rachelle Vinberg (VF : Sara Chambin) : Camille

### Acteurs secondaires
- Katerina Tannenbaum (VF : Vanessa Van Geneugden) : Ash
- Reza Nader (VF : Gilduin Tissier) : Farouk
- CJ Ortiz : Luis
- Raekwon Haynes : Philip

#### Saison 1
- Edmund Donovan (en) (VF : Alexis Tomassian) : Bambi
- Caleb Eberhardt (VF : Mike Fédée) : Donald
- Brenn Lorenzo : Ceila
- Jules Lorenzo : Yvette
- Karim Callender Abdul : Dante
- Noa Fisher : Peachy

#### Saison 2
- Lil Dre (VF : Tom Trouffier) : Tai
- Isabel Palma (VF : Estelle Darazi) : Shelby
- Andrew Darnell (VF : Martin Faliu) : Sylvester
- Roblé Ali (VF : Jérémie Bédrune) : Jzabel
- Rad Pereira (VF : Charlotte Daniel) : Victoria
- Moises Acevedo (VF : Maxime Hoareau) : Micah

 Source et légende : version française (VF) sur RS Doublage et Doublage Séries Database

## Production
Le 24 août 2021, HBO annule la série.

## Épisodes

### Première saison (2020)
1. Soirée Key (Key Party)
2. Zen et l'art du skateboard (Zen and the Art of Skateboarding)
3. Joyeux anniversaire, Tyler (Happy Birthday, Tyler)
4. Les Tombes (The Tombs)
5. Perstephanie (Perstephanie)
6. Dames en feu (Ladies on Fire)

### Deuxième saison (2021)
Le 18 juin 2020, elle est renouvelée pour une deuxième saison de six épisodes diffusée à partir du 11 juin 2021.
1. Octopussy (Octopussy)
2. Bleu est le plan à trois le plus chaud (Blue Is the Warmest Threesome)
3. Sugar We're Going Down, Swinging (Sugar We're Going Down, Swinging)
4. Sweet Tooth (Sweet Tooth)
5. Bonne chance avec ça (Good Luck with That)
6. La sortie (The Let Down)